# Fleuve Aysén
Pour les articles homonymes, voir Aisén.
Le fleuve Aysén est un fleuve chilien situé dans la région d'Aysén del General Carlos Ibáñez del Campo, au nord du Champ de glace nord de Patagonie. Son bassin versant s'étend sur les communes de Coyhaique (province de Coyhaique) et d'Aysén (province d'Aysén).

## Bassin versant et affluents
Le bassin versant du fleuve s'étend sur une surface de 11 456 km². Il s'étend des deux côtés des Andes et a une alimentation pluvio-nivale. De sa superficie totale, 97 % appartient au territoire chilien, le reste soit 350 km² se trouve en territoire argentin.
Le fleuve Aysén naît aux environs de la localité de Puerto Dunn, à 20 km à l'est de Puerto Aysén, de l'union de deux cours d'eau : le río Mañihuales, qui draine les eaux du secteur nord du bassin et représente 35 % du débit total de l'Aysén, et le río Simpson, qui draine la partie sud du bassin et contribue au débit total à raison de 32 %. Le fleuve Simpson reçoit notamment les eaux du fleuve Coyhaique qui baigne la ville de Coyhaique, capitale de la région Aysén del General Carlos Ibáñez del Campo.
Le fleuve Aysén a son embouchure à l'extrémité orientale du fjord d'Aysén, après un parcours total de 171 kilomètres. 
Un autre tributaire important du río Aisén est le río Blanco, qui est formé d'une suite de lacs d'origine glaciaire, dont les eaux constituent 26 % de celles du fleuve. Le río Blanco conflue avec le río Aisén en rive gauche (sud) entre Puerto Dunn et Puerto Aisén.

## Régime
Les crues principales se produisent en mai (pluies d'automne) et en décembre (fonte des neiges). Étant donné l'abondance des précipitations sur presque toute la surface de son bassin, le débit du fleuve est très élevé : en moyenne 628 mètres cubes par seconde à son embouchure, soit deux fois plus que le débit de la Seine à Paris.

## Navigabilité
Le fleuve est navigable sur son cours inférieur, mais seulement pour de petites embarcations.
Dans la ville de Puerto Aysén, il est franchi par le pont Presidente Ibáñez, qui, long de 
210 mètres, est le pont suspendu le plus long du Chili et est un Monument National.

## Ichtyofaune
Comme poissons, on trouve des lamproies (geotria australis), des galaxiidae, tels le puye (ou Galaxias maculatus) et le Galaxias platei. 
Il y a aussi des truites des deux espèces, fario et arc-en-ciel.

## Source
- Bassin du río Aisén